# Bermuda International 1995
Die Bermuda International 1995 im Badminton fanden vom 5. bis zum 7. Mai 1995 in Hamilton statt.

## Sieger und Platzierte
| Disziplin    | Gold                          | Silber                         | Bronze                                  |
| ------------ | ----------------------------- | ------------------------------ | --------------------------------------- |
| Herreneinzel | Steve Isaac                   | Mario Carulla                  | Mark Manha                              |
| Herreneinzel | Steve Isaac                   | Mario Carulla                  | Robert Richards                         |
| Dameneinzel  | Sarah Hardaker                | Debra O’Connor                 | Erika Von Heiland                       |
| Dameneinzel  | Sarah Hardaker                | Debra O’Connor                 | Meiling Okuno                           |
| Herrendoppel | Mario Carulla Robert Richards | Randy Brangman Steve Isaac     | Russ Okuno Louis Ooi                    |
| Herrendoppel | Mario Carulla Robert Richards | Randy Brangman Steve Isaac     | Mark Manha Kampol Surapiboonchai        |
| Damendoppel  | Yvonne Fox Sarah Hardaker     | Linda French Erika Von Heiland | Rose Jones Claire Norbury               |
| Damendoppel  | Yvonne Fox Sarah Hardaker     | Linda French Erika Von Heiland | Donna Maria Beach Meiling Okuno         |
| Mixed        | Steve Isaac Sarah Hardaker    | Mario Carulla Linda French     | Kampol Surapiboonchai Donna Maria Beach |
| Mixed        | Steve Isaac Sarah Hardaker    | Mario Carulla Linda French     | Robert Richards Debra O’Connor          |